# 森末慎二
森末慎二（1957年5月22日—）是一位日本體操選手，也是奧運金牌得主，出生在岡山縣岡山市。1984年洛杉磯奧運中以滿分20.00分奪得奧運男子體操單槓的金牌，1985年退休。森末慎二也是漫畫《奧運高手》的作者，並因此於1998年奪得第43回小學館漫畫賞。雙槓動作「森末」也是以他來命名。